# Gemeinde Pulst
Die Gemeinde Pulst (ursprünglich: Gemeinde Feistritz) war eine Gemeinde im Kärntner Bezirk Sankt Veit an der Glan, die von 1850 bis 1958 bestand. 1850 wurde sie unter dem Namen Feistritz gegründet, 1875 erweitert und in Pulst umbenannt, und 1958 ging sie in der im Zuge einer Gemeindezusammenlegung neu geschaffenen Gemeinde Liebenfels auf.

## Geografie

### Lage
Die Gemeinde lag im südwestlichen Teil des Bezirks Sankt Veit an der Glan, im Kernbereich der heutigen Gemeinde Liebenfels. Ihre Fläche betrug zuletzt 16,1 km². Sie erstreckte sich vom Glantalboden im Süden (478 m ü. A.) bis auf etwa 850 m ü. A. Höhe nahe dem Steinerkofel nordwestlich von Glantschach. 

### Gliederung

#### Katastralgemeinden
Die Gemeinde umfasste zunächst die Katastralgemeinden Liebenfels und Rosenbichl, ab 1875 auch die Katastralgemeinden Glantschach und Rottschaft Feistritz in ihren damaligen Grenzen.

#### Ortschaften
Zur Zeit der Gründung der Gemeinde wurden in ihr folgende Ortschaften geführt:
- Beißendorf (nur ein Teil des Ortes)
- Feistritz (heutiger Name: Liebenfels; zunächst nur ein Teil des Ortes)
- Glantschach (zunächst nur ein Teil des Ortes)
- Hoch-Liebenfels (zunächst unter dem Namen Liebenfels geführt)
- Hohenstein
- Mailsberg (nur ein Teil des Ortes)
- Miedling
- Pulst
- Puppitsch
- Radelsdorf
- Rosenbichl
- Tschadam (zunächst nur ein Teil des Ortes)
- Waggendorf (nur ein Teil des Ortes)

Durch die Erweiterung 1875 lagen die Orte Liebenfels, Glantschach und Tschadam zur Gänze im Gemeindegebiet. 
Außerdem gelangten damals folgende Ortschaften neu zur Gemeinde:
- Kulm
- St. Leonhard (nur ein Teil des Ortes)
- Woitsch

## Infrastruktur

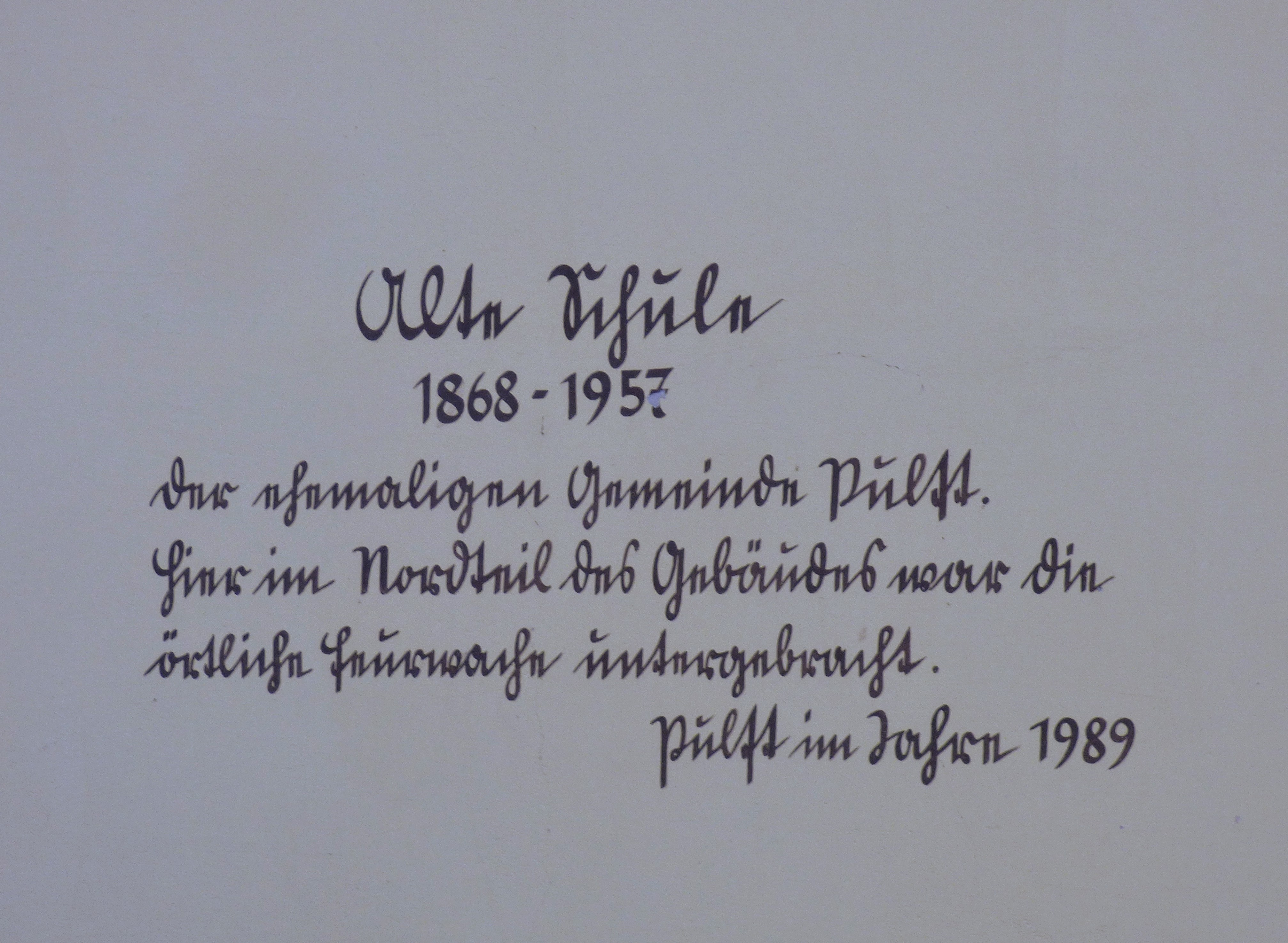
Inschrift am ehemaligen Schulgebäude: Alte Schule 1868-1957 der ehemaligen Gemeinde Pulst. Hier im Nordteil des Gebäudes war die örtliche Feuerwache untergebracht.

Pulst war Pfarrort und Standort einer Volksschule; Bahnstation und Gendarmerieposten gab es im an der Ossiacher Straße liegenden Ort Liebenfels (ursprünglich Feistritz genannt). 1875 kam der Pfarr- und Schulort Glantschach zur Gemeinde.

## Geschichte
Im Zuge der Verwaltungsreformen nach der Revolution 1848/49 wurde 1850 aus den beiden Steuer- bzw. Katastralgemeinden Liebenfels (damals noch unter dem Namen Feistritz geführt) und Rosenbichl die Gemeinde Feistritz mit 11,3 km² Fläche und 466 Einwohnern errichtet. Die Katastralgemeinde Liebenfels (bzw. Feistritz) hatte zuvor zum Steuerbezirk Kraig und Nußberg gehört, die Katastralgemeinde Rosenbichl zum Steuerbezirk Rosenbichl.
Die Gemeinde gehörte ab 1850 zum politischen Bezirk Sankt Veit an der Glan und zum Gerichtsbezirk Sankt Veit an der Glan. 1854 bis 1868 gehörte sie zum Gemischten Bezirk Sankt Veit. Durch die Reformen 1868 wurde sie wieder Teil des politischen Bezirks Sankt Veit an der Glan und des Gerichtsbezirks Sankt Veit an der Glan, in denen sie bis zu ihrer Auflösung verblieb.
1875 wurden die Katastralgemeinden Glantschach und Rottschaft Feistritz mit insgesamt etwa 4,8 km² Fläche und 334 Einwohnern, die bis dahin zur Gemeinde Glantschach gehört hatten, an die Gemeinde Feistritz angeschlossen, deren Einwohnerzahl sich damit fast verdoppelte; gleichzeitig erfolgte die Umbenennung der Gemeinde von Feistritz in Pulst. 
Per 1. Jänner 1958 wurde durch Zusammenlegung der Gemeinden Pulst, Hardegg und Liemberg die Gemeinde Liebenfels gebildet, mit der 1973 noch die Gemeinde Sörg verschmolzen wurde.

## Bürgermeister
Folgende Personen waren, in chronologischer Reihenfolge, Bürgermeister der Gemeinde:
- Thomas Wutte
- Bartholomäus Sandner
- Rupert Lippnitz
- Ignaz Feistritzer
- Anton Stenzl
- Thomas Sandner
- Karl Czerny
- Josef Elleberger
- Franz Wutte
- Josef Czerny
- Ferdinand Kernmaier
- August Pirker
- Karl Kirchmayer
- Josef Gampnigg
- Max Brunner
- Viktor Wiggisser
- Julius Schummi, 1945 – 1946
- Kajetan Wutte, 1946 – 1954
- Ferdinand Sucher, ab 1954

## Bevölkerung
Für die Gemeinde wurden zur Zeit ihres Bestehens folgende Einwohnerzahlen angegeben:
- 1880: 1052 Einwohner, 149 Häuser[5]
- 1890: 1021 Einwohner, 150 Häuser[6]
- 1900: 1012 Einwohner, 130 Häuser[7]
- 1910: 1137 Einwohner, 141 Häuser[8]
- 1923: 1143 Einwohner, 143 Häuser[9]
- 1934: 1100 Einwohner[10]
- 1946: 1420 Einwohner[11]
- 1957: 1243 Einwohner[2]